# Erik Schmedes

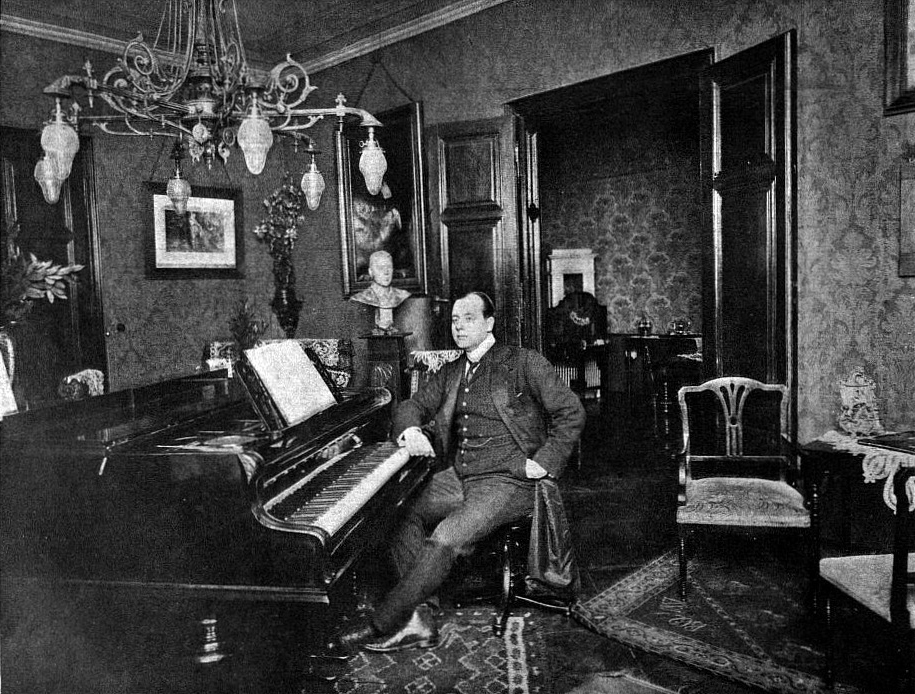
Erik Schmedes

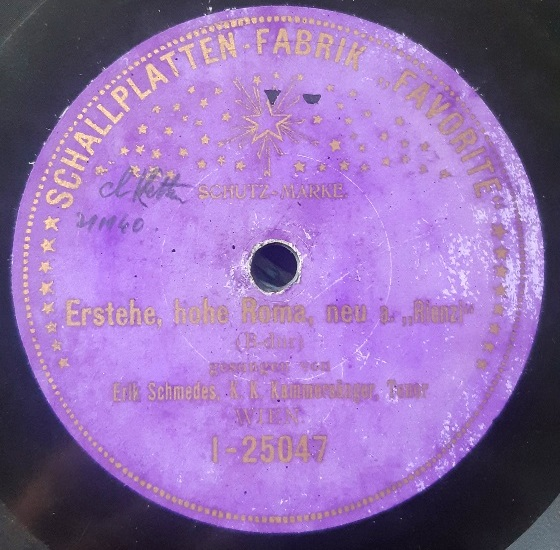
Schallplatte von Erik Schmedes (Wien 1905)

Erik Anton Julius Schmedes (* 27. August 1868 in Gentofte, Dänemark; † 21. März 1931 in Wien) war ein dänischer Opernsänger (Tenor). Er war vor allem für seine Rollen in Opern von Richard Wagner bekannt. Sein Bruder Hakon Schmedes war ein bekannter Violinist und Komponist, sein Bruder Poul (Paul) Schmedes (1869–1930) ebenfalls ein bekannter Tenor.

## Leben
Nach Studien in Paris, Berlin und Wien debütierte Erik Schmedes 1891 in Wiesbaden als Bariton. Nach weiteren Studien bei August Iffert debütierte er 1898 in Wien als Heldentenor. (Titelrolle in Siegfried an der Wiener Hofoper).
Schmedes sang von 1899 bis 1906 bei den Bayreuther Festspielen. Auch an der Wiener Hofoper war er in Wagner-Opern zu sehen, so war er 1903 in der Neuinszenierung von Tristan und Isolde unter dem Dirigat von Gustav Mahler zu sehen und hören. Er trat auch in der Saison 1908/1909 an der New Yorker Metropolitan Opera auf. Obwohl er in erster Linie Rollen aus dem Wagner-Repertoire sang, war Schmedes auch ein bewunderter Interpret von Florestan in Beethovens Fidelio. Während seiner Laufbahn hat er in 1.130 Aufführungen und 42 Rollen gesungen.
27 Jahre lang prägte Schmedes das Wiener Opernleben entscheidend mit, bis er sich, aus Gründen der Gesundheit, am 30. Juni 1924 mit der Titelpartie in Wilhelm Kienzls Evangelimann von der Bühne verabschiedete.
Danach wirkte er bis zu seinem Tod als Pädagoge am Neuen Wiener Konservatorium, wo er an Stelle eines erkrankten Tenoristen mit seiner hochbegabten Tochter Dagmar im ersten Walkürenakt den Siegmund sang. Zu seinen Schülerinnen zählten so prominente Sängerinnen wie Maria Müller und Anny Konetzni.
Erik Schmedes hatte bereits geraume Zeit an Lungenblähung sowie Herzmuskelentartung gelitten, als er am 21. Juni 1931 in die Herzstation eingeliefert wurde, wo er selben Abends verstarb.
1936 wurde der Schmedesweg in Wien-Ottakring nach ihm benannt.
Erik Schmedes hinterließ zahlreiche Schallplatten; die ersten erschienen bereits 1900 auf Berliner Records, dann G&T (Wien 1902–07), Favorite (Wien 1905 und 1911), Lyrophon (Wien 1905) und Gramophone (Wien 1908–10), außerdem Walzen für Pathé (Wien 1905).
Von seinem Bruder Paul Schmedes existieren Aufnahmen auf G&T (Kopenhagen 1904 und 1906 sowie London 1907), Gramophone (Wien 1910, hier vollständiger Liedzyklus "Die schöne Müllerin" von Schubert), Anker (Köln 1913), Pathé (Kopenhagen 1913–14) und Grammophon (Kopenhagen 1914–15), außerdem Edison Bell-Cylinder (London 1906).

## Auszeichnungen
- 1901: Verleihung des Titels Kammersänger
- 1923: Ehrenmitglied der Wiener Staatsoper

## Filmografie
- 1908: Othello
- 1919: Inferno – Das Spiel mit dem Teufel